# Спасо-Преображенська церква (Яблунівка)
Спасо-Преображенська церква (Церква Преображення Господнього, Преображенська церква)  (село Яблунівка) — церква у селі Яблунівці Прилуцького району Чернігівської області. Входить до Ніжинської і Прилуцької єпархії УПЦ московського патріархату. Перебуває на обліку як пам'ятка архітектури національного значення  № 3518.

## Історія
Збудована 1815 року коштом місцевої поміщиці Пелагеї Горленко (до шлюбу — Іваненко).

## Архітектура
Церква мурована, квадратна в плані, з чотириколонними портиками тосканського ордеру з південного, східного та західного боків. По кутах — циліндричні, баштоподібні об'єми, у південно-східній частині — сходи, що ведуть на хори. Завершує споруду напівсферичний купол на круглому барабані.

## Дзвіниця
Перебуває на обліку як пам'ятка архітектури національного значення № 3519. Дзвіниця — триярусна, мурована восьмигранна.

## Виноски
1. 1 2  Пам'ятки архітектури національного значення Чернігівської області
2. ↑  http://www.orthodox.cn.ua/index.php?option=com_content&view=article&id=134&Itemid=76
3. ↑  Чернігівщина: Енцикл. довідник. — К.: УРЕ, 1990. — С.966.